# Figites anthomyiarum
Figites anthomyiarum is een vliesvleugelig insect uit de familie van de Figitidae. De wetenschappelijke naam van de soort is voor het eerst geldig gepubliceerd in 1834 door Bouché.